# Pierce Brodkorb
Pierce Brodkorb (Chicago, 28 settembre 1908 – Gainesville, 18 luglio 1992) è stato un ornitologo e paleontologo statunitense, specializzato nelle forme fossili.
Acquisì una grande raccolta di fossili, conservata nel  "Pierce Brodkorb Ornithology Collection" al Florida Museum of Natural History di Gainesville (Florida) (USA).
Nel 1982 venne eletto membro onorario della Florida Ornithological Society.
| Brodkorb è l'abbreviazione standard utilizzata per le specie animali descritte da Pierce Brodkorb. Categoria:Taxa classificati da Pierce Brodkorb |